# Матвєєв Антон Матвійович
Антон Матвійович Матвєєв (4 грудня 1903, село Осинкіно Чебоксарського повіту Казанської губрнії, тепер Чувашія, Російська Федерація — 19 жовтня 1971, місто Брянськ, Російська Федерація) — радянський діяч, голова Ради міністрів Чуваської АРСР. Депутат Верховної ради СРСР 2-го скликання.

## Біографія
Народився в селянській родині. У 1922—1926 роках — на комсомольській роботі. Член ВКП(б).
З 1926 року — інструктор Чуваського обласного комітету ВКП(б); інструктор ЦВК Чуваської АРСР.
У 1933 році закінчив Казанський фінансово-економічний інститут.
У 1933—1934 роках — начальник політичного відділу Аксубаївської машинно-тракторної станції Татарської АРСР.
У 1934—1938 роках — 2-й секретар, 1-й секретар Октябрського районного комітету ВКП(б) Татарської АРСР.
З 1938 року — заступник народного комісара фінансів Чуваської АРСР.
До січня 1940 року — 1-й секретар Совєтського районного комітету ВКП(б) Чуваської АРСР.
У січні 1940 — жовтні 1941 року — секретар Чуваського обласного комітету ВКП(б) з кадрів.
У жовтні 1941 — липні 1942 року — 3-й секретар Чуваського обласного комітету ВКП(б).
12 липня 1942 — 22 березня 1947 року — голова Ради народних комісарів (з 1946 року — Ради міністрів) Чуваської АРСР.
У 1947—1949 роках — секретар Брянського обласного комітету ВКП(б).
Потім — директор прядив'яного заводу; завідувач районного фінансового відділу Брянської області; інспектор Брянського міського управління, економіст контори Державного банку СРСР у місті Брянську.
З 1964 року — на пенсії в місті Брянську. Помер 19 жовтня 1971 року в Брянську.

## Нагороди
- орден Леніна
- орден Вітчизняної війни І ст.
- два ордени Трудового Червоного Прапора
- медалі